# 13 giờ: Lính ngầm Benghazi
13 giờ: Lính ngầm Benghazi hay 13 giờ  (tựa gốc tiếng Anh: 13 Hours: The Secret Soldiers of Benghazi) là một bộ phim điện ảnh hành động giật gân đề tài chiến tranh phát hành năm 2016 của Mỹ, được đạo diễn và sản xuất bởi Michael Bay và do Chuck Hogan chắp bút, dựa trên cuốn sách 13 Hours (2014) của Mitchell Zuckoff. Bộ phim kể về 6 thành viên của đội an ninh chiến đấu bảo vệ khu tổ hợp ngoại giao của Hoa Kỳ ở Benghazi, Libya sau những đợt tấn công khủng bố ngày 11 tháng 9 năm 2012. Tác phẩm có sự góp mặt của các ngôi sao James Badge Dale, John Krasinski, Max Martini, và Toby Stephens, Dominic Fumusa, Pablo Schreiber, Alexia Barlier, David Denman, David Costabile đóng các vai phụ.
13 giờ: Lính ngầm Benghazi bắt đầu ghi hình vào ngày 27 tháng 4 năm 2015 ở Malta và được phát hành vào ngày 15 tháng 1 năm 2016, bởi Paramount Pictures. Phim nhận được nhiều đánh giá trái chiều từ giới phê bình và thu về 69 triệu USD trên toàn thế giới (so với kinh phí 50 triệu USD), qua đó trở thành tác phẩm có doanh thu thấp nhất trong sự nghiệp của đạo diễn Michael Bay. Những lời chỉ trích của tác phẩm chủ yếu nhắm vào phần chỉ đạo khoa trương của Bay, cũng như không chính xác về mặt lịch sử.
Bộ phim đã nhận được một đề cử cho Hòa âm hay nhất tại Giải Oscar lần thứ 89.

## Cốt truyện
Vào năm 2012, Benghazi, Libya được coi là một trong những nơi nguy hiểm nhất trên thế giới, và các quốc gia đều rút cơ quan đại sứ của mình khỏi đó trước những lo ngại tấn công bởi lực lượng vũ trang. Tuy vậy, Hoa Kỳ vẫn giữ một khu ngoại giao (không chính thức) hoạt động tại thành phố. Cách đó chưa tới 1 dặm là căn cứ "The Annex" của CIA, được bảo vệ bởi một nhóm lính bí mật của Đội phản ứng nhanh toàn cầu (Global Response Staff - GRS). Jack Silva là người mới đến Benghazi, được đón bởi Tyrone "Rone" Woods, chỉ huy của nhóm GRS và là bạn của Silva. Khi tới Annex, Silva được giới thiệu với những người còn lại của đội GRS và chỉ huy căn cứ, người luôn đưa ra những nhắc nhở khắt khe rằng không ai được tiếp xúc với dân bản xứ.
Đại sứ Mỹ tại Libya, J. Christopher Stevens, đến Benghazi để duy trì mối quan hệ ngoại giao trong tình hình rối loạn chính trị xã hội. Bất chấp những cảnh báo, Stevens quyết định ở lại với sự bảo vệ hạn chế từ hai nhân viên an ninh ngoại giao Wickland và Ubben, cùng với các nhân viên bảo vệ được thuê từ lực lượng Lữ đoàn 17 tháng 2. Vào buổi sáng ngày tưởng niệm lần thứ 11 của Sự kiện 11 tháng 9, Stevens phát hiện ra và nói với đội an ninh về những người khả nghi đang chụp ảnh khu tổ hợp. Ở Annex, Silva biết tin vợ mình đang mang thai.
Tối hôm đó, một nhóm vũ trang từ Ansar al-Sharia tấn công khu ngoại giao. Lính gác 17/2 nhanh chóng đầu hàng và rút lui, khiến những kẻ tấn công dễ dàng tiến vào trong. Wickland đưa Stevens và Smith, chuyên gia IT, vào phòng an toàn. Khi không thể đột nhập phòng an toàn, những kẻ tấn công châm lửa đốt tòa nhà với ý đồ thiêu sống những người bên trong. Wickland xoay xở thoát ra ngoài nhưng không cứu được Stevens và Smith. Ở Annex, nhóm GRS muốn tới giúp khu ngoại giao nhưng bị chỉ huy từ chối, sợ rằng việc nhóm rời khỏi sẽ gây nguy hiểm cho căn cứ. Tuy nhiên cuối cùng, nhóm vẫn quyết định tới khu tổ hợp và gặp các nhân viên an ninh ngoại giao. Silva và Woods vào trong tòa nhà cố gắng tìm Stevens và Smith, nhưng chỉ tìm thấy thi thể của Smith. Nhóm an ninh rút lui, nhưng khi Wickland đi sai hướng, họ đã bị theo đuôi về tận Annex. Sau đó, nhóm GRS cũng rút lui về Annex.
Biết rằng không tránh khỏi việc sẽ bị tấn công, viên chỉ huy căn cứ CIA đã gọi vài cuộc gọi cầu cứu trong vô vọng. Tiếp viện duy nhất họ có được là từ Doherty, một sĩ quan GRS từ Tripoli, người đã lập một đội bao gồm 2 thành viên của Lực lượng Delta, bay tới Benghazi sau một vài trì hoãn. Trong khi đó, nhóm GRS phòng thủ chống lại nhóm vũ trang đang cố gắng đột kích vào Annex. Sau khi ngăn cản được đợt tấn công lớn nhất, Annex nhận được tin báo rằng cứu viện đang tới.
Lực lượng tiếp viện GRS từ Tripoli tới và đang chuẩn bị đưa các nhân viên CIA và an ninh ngoại giao ra sân bay. Nhóm vũ trang bắt đầu một đợt tấn công bằng súng cối khiến Ubben và Geist bị thương; tay trái của Geist gần đứt rời. Woods chạy tới cứu Geist nhưng bị giết bởi một loạt đạn cối khác. Doherty cũng bị giết khi một viên đạn nổ ngay trước mặt.
Khi nhóm GRS bị thiệt hại nặng, và Annex nằm trong tình trạng nguy kịch, những thành viên còn lại nhìn thấy một đoàn xe đi về phía Annex. Lo ngại tình huống xấu nhất, GRS chuẩn bị cho cuộc chiến cuối cùng, cho tới khi nhận ra rằng đoàn xe là của lực lượng Tấm khiên Libya (Libya Shield Force) tới hộ tống đoàn tiếp viện GRS. Họ cũng phát hiện ra rằng Stevens được tìm thấy ở phía sau khu ngoại giao, nhưng đã chết ở bệnh viện.
Ở sân bay, các nhân viên CIA và Geist lên máy bay về Tripoli trong khi những thành viên còn lại của nhóm GRS đợi chuyến bay kế tiếp, cùng thi thể của Stevens, Smith, Woods và Doherty. Phần lời dẫn ở đoạn kết phim cho biết rằng tất cả những thành viên sống sót của lực lượng bảo vệ Annex sau đó đã được nhận huân chương tại một buổi lễ kín, và sau đó đều nghỉ hưu, trở về sống chung với gia đình.

## Diễn viên
- James Badge Dale[9] trong vai Tyrone S. "Rone" Woods, chỉ huy của nhóm GRS và là cựu quân nhân thuộc lực lượng SEAL (Nhóm Triển khai Chiến tranh Đặc biệt Hải quân Hoa Kỳ).
- John Krasinski[10] trong vai Jack Silva, thành viên mới nhất của nhóm GRS và cũng là cựu quân nhân SEAL.[11]
- Max Martini[12] trong vai Mark "Oz" Geist, thành viên nhóm GRS và từng là lính Thủy quân lục chiến Hoa Kỳ.
- Dominic Fumusa trong vai John "Tig" Tiegen, thành viên nhóm GRS và từng là lính Thủy quân lục chiến Hoa Kỳ.[13]
- Pablo Schreiber[14] trong vai Kris "Tanto" Paronto, thành viên nhóm GRS và từng là lính Biệt kích Hoa Kỳ.
- David Denman[15] trong vai Dave "Boon" Benton, thành viên nhóm GRS và từng là lính Thủy quân lục chiến Hoa Kỳ, một lính bắn tỉa thiện xạ.
- Matt Letscher trong vai đại sứ J. Christopher Stevens[16]
- Toby Stephens trong vai Glen "Bub" Doherty, sĩ quan GRS tại Tripoli và là bạn tốt của Tyrone Snowden "Rone" Woods
- Alexia Barlier trong vai Sona Jillani, sĩ quan CIA nằm vùng tại Libya.
- Freddie Stroma trong vai Brit Vayner, sĩ quan CIA nằm vùng tại Libya.[17]
- David Costabile trong vai "The Chief", chỉ huy của căn cứ CIA tại Benghazi.
- Peyman Moaadi trong vai Amahl, phiên dịch viên địa phương.
- David Giuntoli trong vai Scott Wickland, nhân viên an ninh ngoại giao.
- Demetrius Grosse trong vai Dave Ubben, nhân viên an ninh ngoại giao.
- Christopher Dingli trong vai Sean Smith, chuyên gia IT.
- Davide Tucci trong vai Defence Attaché
- Shane Rowe trong vai đầu bếp của CIA Annex, người tham gia phòng thủ Annex.
- Gábor Bodis trong vai nhân viên CIA.

## Sản xuất

### Phát triển
Vào ngày 10 tháng 2 năm 2014, Paramount Pictures thông báo rằng họ đang đàm phán với 3 Arts Entertainment để được quyền làm phim theo tựa sách 13 Hours, viết bởi Mitchell Zuckoff. Chuck Hogan được chỉ định là người viết kịch bản theo cuốn sách, dựa trên những sự kiện có thật trong vụ tấn công vào khu đại sứ Mỹ tại Benghazi, Libya tối ngày 11 tháng 9 năm 2012. Bộ phim xoay quanh 6 thành viên của đội an ninh chiến đấu bảo vệ những người Mỹ đang làm việc tại đó. Vào ngày 29 tháng 10 năm 2014, Michael Bay trở thành người đạo diễn và sản xuất bộ phim.

### Diễn viên
Vào ngày 14 tháng 1 năm 2015, John Krasinski được chọn đóng một trong các vai chính, một cựu quân nhân SEAL. Vào ngày 3 tháng 2, Pablo Schreiber cũng ký hợp đồng với bộ phim, vào vai Kris "Tanto" Paronto, một trong sáu thành viên của đội an ninh. Vào ngày 6 tháng 2, James Badge Dale nhận vai chỉ huy của đội.

### Quay phim
Phim bắt đầu được quay vào ngày 27 tháng 4 năm 2019 tại Libya . Một phim trường lớn đã được xây dựng ở Benghazi, Libya vào tháng 3 năm 2019.

## Phát hành
Vào ngày 30 tháng 6 năm 2015, Paramount thông báo rằng tên phim sẽ là 13 Hours: The Secret Soldiers of Benghazi, và lên kế hoạch công chiếu vào ngày 15 tháng 1 năm 2016, vào ngày lễ Martin Luther King. Phim công chiếu ngày 12 tháng 1 năm 2016, tại AT&T Stadium ở Arlington, Texas,

## Phê bình

### Doanh thu phòng vé
13 Hours đạt $52.9 triệu ở Bắc Mỹ và $16.5 triệu ở các khu vực khác

### Phản ứng của Libya
Bộ phim đã gặp phải những chỉ trích nặng nề từ phía người dân Libya. Nhiều người trong số họ tin rằng phim đã bỏ qua những đóng góp của người dân bản địa trong nỗ lực cứu giúp đại sứ Mỹ. Người phát ngôn Bộ Ngoại giao Libya, Salah Belnaba, chỉ trích rằng bộ phim là sự phản bội lại người dân Libya và mô tả nó là "ngông cuồng và dốt nát"
Bộ trưởng Bộ Văn hóa và Thông tin Libya, Omar Gawaari, cũng lên án bộ phim rằng: "phim tôn vinh những kẻ thực ra đã thất bại trong việc bảo vệ đại sứ lên làm anh hùng", và nói thêm rằng Michael Bay "biến thất bại của nước Mỹ trong việc bảo vệ cư dân của chính họ trong một quốc gia bất ổn, trở thành một bộ phim hành động điển hình về chủ nghĩa anh hùng của người Mỹ".

### Danh hiệu
Tại Giải Oscar lần thứ 89, 13 Giờ nhận được một đề cử cho Hòa âm hay nhất. Tuy nhiên, Greg P. Russell (một trong bốn người được đề cử của phim) đã bị tước đề cử khi ban tổ chức phát hiện ra ông đã liên lạc với những người tham gia bầu chọn giải thưởng qua điện thoại, do đó đã vi phạm quy định của giải thưởng.

## Tính chính xác lịch sử
Tính chính xác về mặt lịch sử của phim đã gây tranh luận. Trong cảnh phim gây tranh cãi nhiều nhất, khi chỉ huy căn cứ CIA tại Benghazi (chỉ được biết đến với tên "Bob") nói với nhóm lính đang xin phép tới bảo vệ khu đại sứ chờ lệnh, và không cho phép thực hiện. Chỉ huy CIA thật đã khẳng định rằng không hề có một lệnh chờ nào